# 奥林匹克运动会纪录
奥运会纪录是在奥运会上的最好成绩，无论是夏季奥运会或冬季奥运会。由于奥运会每四年才举办一次，许多纪录不一定是世界纪录，但运动员们打破或打平它，也被认为是他们职业生涯中的重要成就。
国际奥林匹克委员会仅承认某些体育项目的奥运会纪录。这些项目包括：
- 射箭（列表）
- 田径（列表）
- 自行车（列表）
- 射击（列表）
- 短道競速滑冰（列表）
- 競速滑冰（列表）
- 游泳（列表）
- 举重（列表）